# Groot- of Oud-Ferdinanduspolder
De Groot- of Oud-Ferdinanduspolder is een polder ten noordwesten van Heikant, die behoort tot de Sint Jansteen-, Wildelanden- en Ferdinanduspolders.
Het gebied, bekendstaande als Ferdinanduspolder, was een oude polder, die echter te lijden had van overstromingen en inundaties. Deze werden gevolgd door herdijkingen. Zo werd in 1714 vergunning verleend om een groot deel van de voormalige Ferdinanduspolder te bedijken. Ten gevolge van een conflict tussen de Staten-Generaal en de Staten van Zeeland kon niet de gehele voormalige polder, doch slechts 593 ha, worden herbedijkt. Pas in 1776 volgde het laatste deel, de Klein- of Nieuw-Ferdinanduspolder. In 1784 volgde een hernieuwde inundatie, ditmaal om de Franse opmars te verhinderen. In 1787 volgde de definitieve herdijking.
Binnen de polder is sprake van een wiel, waar de Oud Ferdinandusdijk omheen gelegd is. Voorts ligt er, in het westelijke deel van de polder, een klein kreekrestant, het Kapersgat. Aan de noordoostpunt van de polder ligt het dorp Absdale en aan de noordwestpunt liggen de resten van het Fort Ferdinandus, waarnaar de Ferdinanduspolder is vernoemd. Dit fort is onderdeel van de Linie van Communicatie tussen Hulst en Sas van Gent.